# Championnat de France de hockey sur glace 1936-1937
Saison précédente Saison suivante
La saison 1936-1937 est la 21e saison du championnat de France de hockey sur glace qui porte le nom de 1re série.

## Bilan
Le club des Français Volants est champion de Paris.
Le match entre les Français Volants et Chamonix ne pouvant être disputée, aucun Champion de France n'est déclaré pour cette saison.

## Référence
Résultats de la saison sur Hockeyarchives